# Pygommatius cingulatus
Pygommatius cingulatus är en tvåvingeart som först beskrevs av Stanley Willard Bromley 1936.  Pygommatius cingulatus ingår i släktet Pygommatius och familjen rovflugor.
Artens utbredningsområde är Moçambique. Inga underarter finns listade i Catalogue of Life.